# روبرت كريستي
روبرت كريستي هو ممثل كندي، ولد في 20 سبتمبر 1913 في كندا، وتوفي بنفس المكان في 22 مايو 1996.

## وصلات خارجية
- روبرت كريستي على موقع IMDb (الإنجليزية)
- روبرت كريستي على موقع قاعدة بيانات الفيلم (الإنجليزية)